# Колет Дохърти
Колет Дохърти е покер играчка от Ирландия.
Тя печели 2 пъти „Айриш Оупън“ (1990, 1991).

## Биография
Колет Дохърти е първата покер играчка, която участва в Световните покер серии.